# Chiesa della Santissima Annunziata dei Pastori
La chiesa della Santissima Annunziata dei Pastori è una chiesa cattolica di Altamura appartenente alla diocesi di Altamura-Gravina-Acquaviva delle Fonti.

## Storia
La chiesa risale al 1606 ed è stata costruita da una confraternita religiosa della città di Altamura chiamata "confraternita di Maria Santissima Annunziata dei Pastori". Tale confraternita era formata da agricoltori e pastori altamurani i quali, prima di recarsi sui rispettivi luoghi di lavoro, si fermava a pregare in tale chiesa.
Specialmente in epoche meno recenti, il fenomeno sociale delle confraternite era molto diffuso nella città di Altamura e la confraternita di Maria Santissima Annunziata dei Pastori non era che una delle tante confraternite religiose dove gruppi di persone si dedicavano a opere di aiuto dei bisognosi oppure ad attività utili per la collettività. Tra queste degna di nota è la confraternita di San Biagio, che conta oggi un solo associato che nel 2010 aveva superato i novant'anni.

## Aspetti architettonici
La chiesa è stata ristrutturata nel 1932 come scritto sulla sommità del portone d'ingresso. (sono riportati la data di edificazione e quella di restauro). Lo stile mescola il neoclassicismo moderno con le peculiarità proprie della confraternità titolare della chiesa; il restauro del 1932 ha demolito completamente la precedente facciata, che invece era in stile barocco. La facciata odierna è stata progettata dall'ingegnere Nicola Marvulli.
Degni di nota sono il bassorilievo nella parte superiore della facciata, che rappresenta "Maria Pastora", e la scena dell'Annunciazione di Maria sulla sommità del portale. L'interno è ricco di decorazioni in stile rococò nonché di opere antiche particolarmente preziose. Degno di nota è anche il campanile seicentesco in bronzo (risalente al 1614). Alcune delle opere interne sono riconducibili agli artisti Niccolò Maramonte e Niccolò Porta.

## Galleria d'immagini

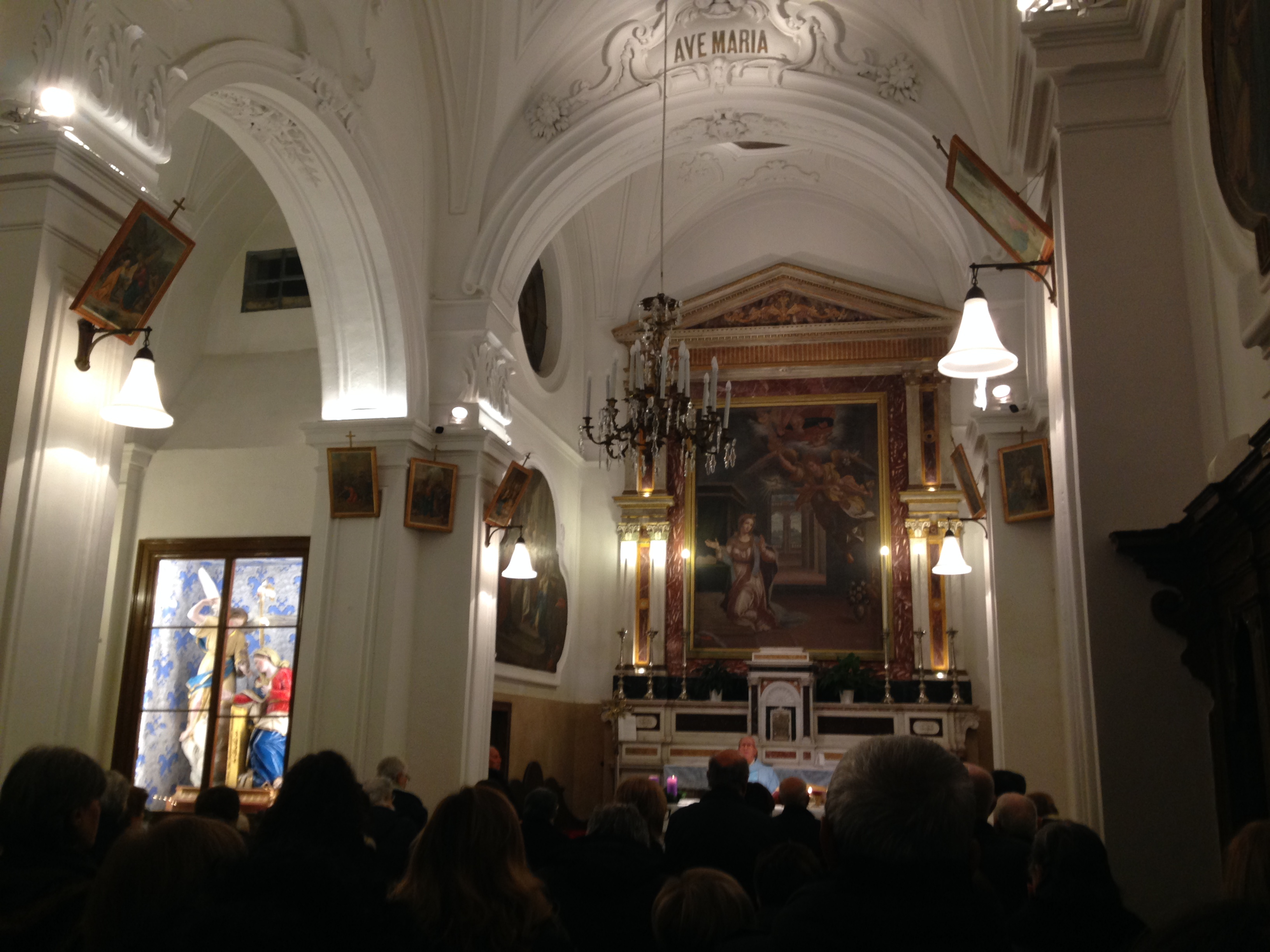
L'interno della chiesa durante una messa di periodo natalizio
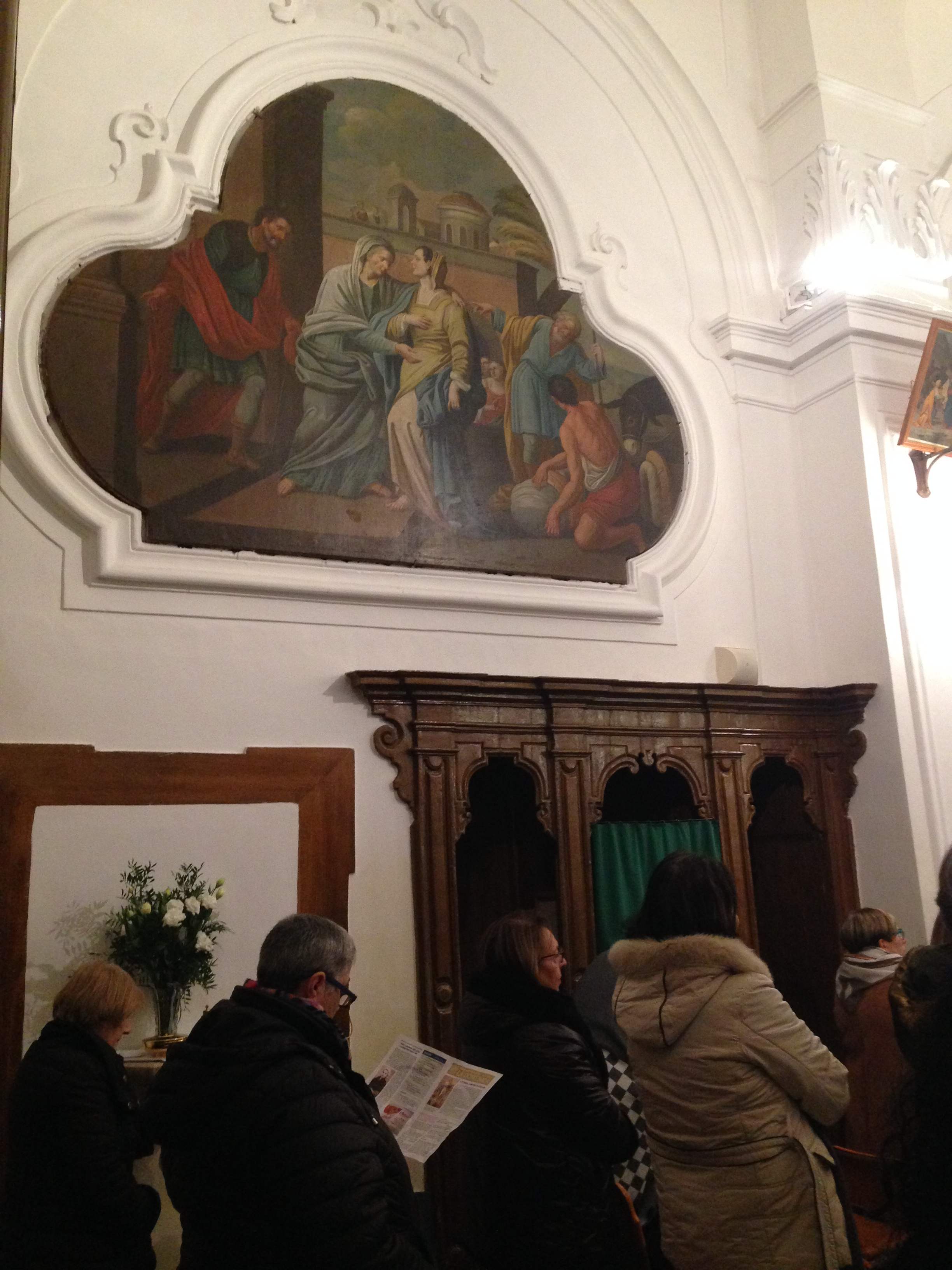
Particolare dell'interno